# Đúng đắn chính trị
Đúng đắn chính trị (tiếng Anh: political correctness, thường được viết tắt là PC), còn được gọi là phải đạo chính trị, là một thuật ngữ được sử dụng để mô tả ngôn ngữ, chính sách, hoặc các biện pháp có mục đích là tránh các hành vi gây bất lợi cho các thành viên của một số nhóm cụ thể trong xã hội. Trong diễn ngôn công khai và truyền thông xã hội, thuật ngữ được coi là một từ miệt thị với hàm ý rằng những chính sách như vậy là thừa hoặc không có cơ sở. Từ cuối những năm 1980, thuật ngữ này đề cập đến việc ưa chuộng sử dụng ngôn ngữ bao quát, và tránh sử dụng ngôn ngữ hoặc hành vi mà có thể bị coi là loại trừ, đẩy ra bên rìa xã hội, hoặc mang tính xúc phạm đối với những nhóm người bị bất lợi hoặc bị phân biệt đối xử, đặc biệt là các nhóm người được xác định bởi bản sắc, chủng tộc, giới tính, giới tính xã hội, hoặc thiên hướng tính dục.
Việc sử dụng thuật ngữ này của những người cánh tả trong những năm 1970 và 1980 ban đầu mang nghĩa là tự phê phán chính mình một cách châm biếm; sử dụng thuật ngữ thể hiện mỉa mai, thay vì là một tên gọi cho một phong trào chính trị thực sự. Nó được coi là một trò đùa giữa những người cánh tả dùng để châm biếm những người quá cứng nhắc tuân theo chính trị chính thống.
Việc sử dụng thuật ngữ thời hiện đại xuất hiện từ những lời chỉ trích phong trào New Left (tạm dịch: Tả Mới) của các quan điểm bảo thủ vào cuối thế kỷ 20, với nhiều người mô tả nó là một hình thức kiểm duyệt. Các nhà bình luận chính trị cánh tả ở Hoa Kỳ cho rằng những người bảo thủ sử dụng khái niệm đúng đắn chính trị để hạ thấp và chuyển sự chú ý khỏi hành vi phân biệt đối xử đáng được quan tâm đối với các nhóm bị bất lợi. Họ cũng cho rằng bên cánh hữu thực thi các kiểu đúng đắn chính trị của riêng mình để đàn áp những lời chỉ trích đối với các cử tri và hệ tư tưởng mà cánh hữu ủng hộ. Tại Hoa Kỳ, thuật ngữ này đã đóng một vai trò to lớn trong cuộc "chiến tranh văn hóa" giữa những người theo chủ nghĩa tự do và những người theo chủ nghĩa bảo thủ.